# Marquette-lez-Lille
Marquette-lez-Lille è un comune francese di 9 826 abitanti situato nel dipartimento del Nord nella regione dell'Alta Francia.

## Geografia fisica
Il comune si trova a soli 4 km da Lilla, nel cuore dell'agglomerato urbano Lilla-Roubaix-Tourcoing.

## Amministrazione

### Gemellaggi
- Fredersdorf-Vogelsdorf - Germania

## Società

### Evoluzione demografica
Abitanti censiti